# Stonekeep
Stonekeep ist ein 3D-Computer-Rollenspiel von Interplay Entertainment. Es wurde nach mehrmaliger Verschiebung des Veröffentlichungstermins und einer Vervielfachung der ursprünglichen Produktionskosten schließlich 1995, nach rund fünfjähriger Entwicklungszeit veröffentlicht. Kennzeichnendes Element des Rollenspiels ist die Kombination von Bluescreen-Filmtechnik und vorgerenderten 3D-Hintergründen.
Die Entwicklung des Nachfolgetitels Stonekeep 2: Godmaker wurde nach mehrjähriger Produktionszeit im Jahre 2001 eingestellt.

## Spielbeschreibung
Der Spieler übernimmt die Rolle des Drake, der vor zehn Jahren als Kind als einziger die Zerstörung der Burg Stonekeep überlebt hatte. Jetzt muss er den bösen Schattenkönig Khull-Khuum vernichten und die von ihm entführte Erdgöttin Thera befreien.
Während des Spiels müssen in den 25 Levels verschiedene Rätsel gelöst sowie Monster getötet werden. Maximal drei Nicht-Spieler-Charaktere können Drake begleiten (insgesamt existieren 80 NPCs).
Am Ende des Spiels müssen gesammelte „Orb“-Steine der Gottheiten, die den Planeten entsprechen, in der richtigen Reihenfolge angebracht werden.

### Charaktere
- Drake, (Schauspieler Nicholas Franchot)
- Khull-Khuum, der Schattenkönig (Michael Espisito)
- Thera, die Erdgöttin (Lisa Parker)
- Wahooka (Wesley Yanagi)
- Enigma, ein Elf (Scott La Rocca)
- Iaenni, Göttin der Feen (Robin Lee)
- Eiskönigin (Colleen Moroney)
- Farli Mallestone, Karzak und Dombur, Zwerge
- Ettin (Tom Decker und Bill Dugan)
- Vermatrix, ein Drache

Neben den Zwergen, Elfen und Feen existieren Throggs (Trolle), Shargas (Goblins), Zombies, Skelette, Spinnen, Schlangen, Ameisen, Wespen, Schleim u. a.

## Bedienung
Die Bedienung erfolgt mit der Tastatur und der Maus. Gelaufen wird mit den Cursortasten, wobei sich Türen automatisch öffnen, sofern sie nicht abgeschlossen sind. Gegenstände können per Mausklick aufgenommen und unterschiedlich fest geworfen werden. Gekämpft wird ebenfalls per Mausklick, in Echtzeit, wobei es im Laufe des Spiels verschiedene Waffen gibt (Bogen, Axt, Dolch, Hammer, Streitprügel, Schwert und die Fäuste). Zudem gibt es Schilde und Rüstungen zur Verteidigung.

### Magiesystem
Um zaubern zu können, müssen zunächst Runenschleudern, sowie Runen (Zaubersprüche) gefunden werden. Es existieren Menschen-, Throg-, Feen- und Metarunen. Diese müssen zunächst in ein Journal eingetragen werden und können dann auf die Runenschleudern geschrieben werden. Außerdem ist Mana nötig, welches durch magische Quellen aufgeladen werden kann.
Die verschiedenen Kampf- und Magie-Fertigkeiten steigen mit zunehmender Verwendung an.

## Besonderheiten

Roman „Thera Erwachen“ (128 Seiten), Beilage zum Spiel

- Aufwendiges und kostenintensives Intro-Video (etwa $ 500.000)
- Vorgerenderte Grafik mit Realfilm-Animationen von echten Schauspielern im Spiel
- Egoperspektive mit sanftem Scrolling beim Laufen, Automapping
- Buch zum Spiel; 1999 erschien zudem der in der Stonekeep-Welt angesiedelte Roman The Oath of Stonekeep von Troy Denning

## Ausstattung
Die Verpackung war aufwendig gestaltet: Sie war etwas größer als üblich und verfügte über ein Hologramm, das zwei Skelette mit Schwertern zeigte. Neben der CD-ROM und einem Mauspad war auch der Roman Thera Erwachen (im Original „Thera Awakening“) beigefügt, der von Steve Jackson und David Pulver geschrieben wurde und die Vorgeschichte zum Spiel erzählt.

## Auszeichnungen
- Bestes Rollenspiel 1996, Editor’s Choice Award (PC Entertainment)
- Bestes Rollenspiel 1995 (Computer Player)
- Rollenspiel des Jahres 1996 (Computer Gaming World)